# 이척 (전한)
이척(耏跖, ? ~ 기원전 198년)은 초한전쟁기 전한의 군인이다.

## 행적
문위(門尉) 신분으로 탕(碭)에서 처음으로 고제를 따랐고, 패상(霸上)에 이르고 정무군(定武君)이 되어 한나라에 들어갔다. 삼진(三秦)을 평정하고 도위 신분으로 항우를 친 공로로, 망후(芒侯)에 봉해졌다.
고제 9년(기원전 198년)에 죽었고, 아들 이소가 작위를 이었다.
이척의 존재는 한서에서만 확인되며, 사기에서는 누락되고 이소가 이척의 자리에 대신 들어가 이척의 행적이 모두 이소의 것으로 둔갑되었다.

## 출전
- 사마천, 《사기》 권18 고조공신후자연표
- 반고, 《한서》 권16 고혜고후문공신표